# 샨텔 호턴
샨텔 호턴(Chantelle Houghton, 1981년 9월 3일 ~ )은 잉글랜드의 방송인, 글래머 모델, 사회자이다.